# Моделівська сільська рада
Моделівська сільська рада — колишня адміністративно-територіальна одиниця та орган місцевого самоврядування в Потіївському районі Малинської, Коростенської і Волинської округ, Київської й Житомирської областей Української РСР з адміністративним центром у селі Моделів.

## Населені пункти
Сільській раді на час ліквідації були підпорядковані населені пункти:
- с. Моделів

## Історія та адміністративний устрій
Створена 1923 року, в складі с. Модилів (Моделів) та хуторів Довбанське, Дрини, Дупловата, Кручка, Куплевата, Лози і Селище Горбулівської волості Радомисльського повіту Київської губернії. 7 березня 1923 року включена до складу новоствореного Потіївського району Малинської округи. Станом на вересень 1924 року в підпорядкуванні значилися хутори Косюка і Кривалів, на 2 лютого 1928 року — хутори Поруби та Сичанка, хутори Дупловате, Кривелів не перебувають на обліку, на 1929 рік значився х. Гулого-Вирок. На 1 жовтня 1941 року хутори Гулого-Вирок, Дрени, Косюка, Кручків, Куплевате, Лози, Поруби, Сичанка та Селище не перебували на обліку населених пунктів.
Станом на 1 вересня 1946 року сільська рада входила до складу Потіївського району Житомирської області, на обліку в раді перебувало с. Моделів, х. Довбанський не перебуває на обліку.
Ліквідована 11 серпня 1954 року, відповідно до указу Президії Верховної ради Української РСР «Про укрупнення сільських рад по Житомирській області», територію ради та с. Моделів приєднано до складу Потіївської сільської ради Потіївського району Житомирської області.